# Otto Lummer

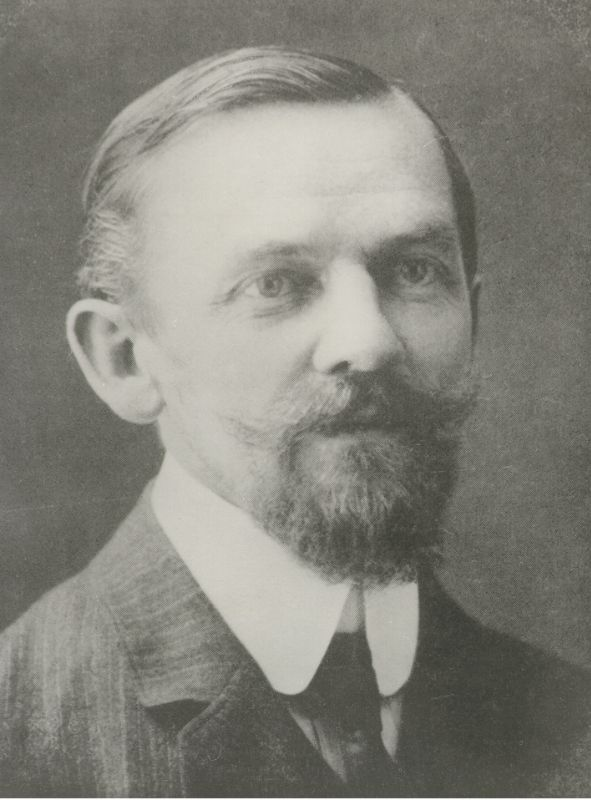
Otto Lummer (1902).

Otto Richard Lummer (Gera, 17 juli 1860 - Breslau, 5 juli1925) was een Duitse fysicus.
Hij studeerde aan verschillende Duitse universiteiten alvorens hij in 1884 assistent werd van Hermann von Helmholtz in Berlijn. Daar werkte hij aan de Physikalisch Technischen Reichsanstalt en werd er zelf professor in 1894. Vanaf 1904 gaf hij les als professor in Breslau.
Hij ontdekte als eerste de interferentieverschijnselen aan planparallelle glasplaten. Gezamenlijk met Eugen Brodhun (1860-1938) vond hij een lichtmeter uit waarmede men twee lichtbronnen fotometrisch kon vergelijken.
Samen met Ernst Pringsheim (1859-1917) deed hij fundamenteel onderzoek naar de energieverdeling in het spectrum van zwarte straling, waarvan de resultaten door Wilhelm Wien en Max Planck konden worden gebruikt voor het opstellen van hun stralingswetten.
Het was trouwens met Wien dat hij voor het eerst een zwart lichaam construeerde bestaande uit een door zwarte wanden omsloten bolvormige ruimte met een kleine uittreeopening. Lummer ontwikkelde tevens een kwikdamplamp om monochromatisch licht te kunnen opwekken en in 1902 bouwde hij een spectroscoop met hoog oplossend vermogen.